# Košarkaški klub Napredak Kruševac
Il Košarkaški klub Napredak Kruševac è una società cestistica avente sede nella città di Kruševac, in Serbia. Fondata nel 1946 come OKK Kruševac, nel 1975 assunse la denominazione attuale. Disputa il campionato serbo.
Gioca le partite interne nella Kruševac Sports Hall, che ha una capacità di 2.500 spettatori.